# Lord Huron
I Lord Huron sono un gruppo musicale indie folk statunitense originario di Los Angeles, California. Il nome del gruppo deriva proprio dal lago Huron, luogo dove il fondatore e leader della band Ben Schneider si ritrovava da adolescente con gli amici, la sera, per suonare attorno al fuoco.
Il suo primo album, Lonesome Dreams, è uscito nel 2012 negli Stati Uniti e nel Regno Unito nel gennaio del 2013. Dopo l'uscita dell'album, il gruppo è apparso in The Tonight Show, dopo il quale ha iniziato ad acquisire popolarità.

## Storia
Ben Schneider comincia a scrivere musica a Okemos, in Michigan, sua città natale. Schneider ha studiato arti visive all'Università del Michigan, e ha completato gli studi in Francia prima di stabilirsi a New York dove ha lavorato per un artista. Nel 2005, Schneider si è trasferito a Los Angeles.

### Formazione (2010-2011)
Nel 2010 Schneider fonda Lord Huron come progetto solista, registrando i primi EP da solo e avvalendosi di altri musicisti per i concerti: sono quasi tutti suoi amici fin dall'infanzia.

### Lonesome Dreams(2012)
Dopo l'uscita di Lonesome Dreams, il gruppo fa uscire una serie di videoclip sullo stile dei western anni '70. Di questi video è stata fatta una anche versione teatrale. Al riguardo il leader della band in un'intervista ha poi spiegato: "Avevamo questa divertente idea di trasformare Lonesome Dreams in una specie di serie di vecchi racconti di avventure", citando come sua grande fonte d'ispirazione il romanzo della sua infanzia The Collected Works of Billy the Kid (1970).

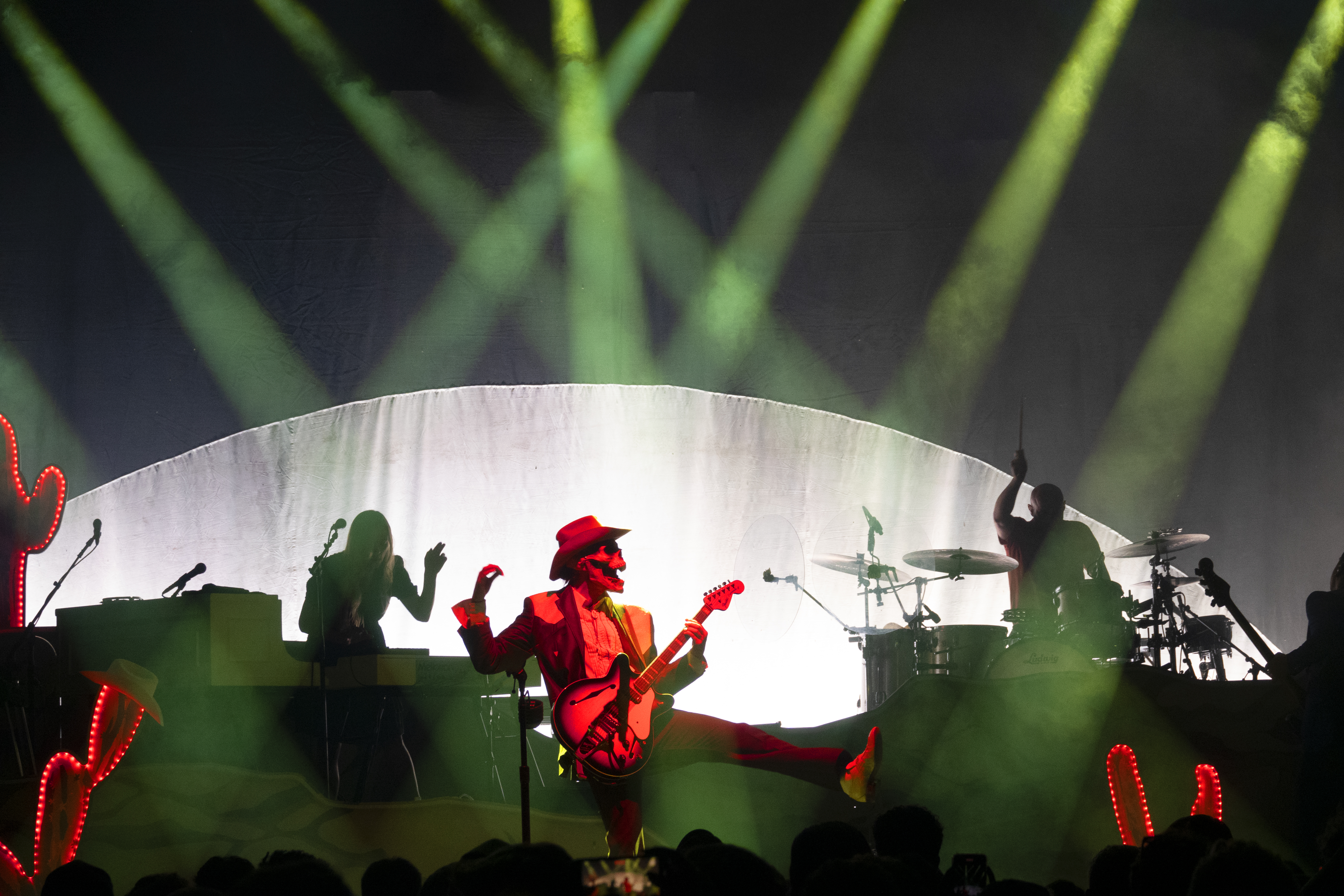
I Lord Huron in concerto a Minneapolis, Pennsylvania

### Strange Trails(2015)
Nell'aprile del 2015 Lord Huron pubblica il suo secondo album, intitolato Strange Trails, che subito si aggiudica il ventitreesimo posto della classifica Billboard 200, primo album folk nella storia a raggiungere questo traguardo, e diventa anche il decimo album folk con più vendite di sempre (18 000 copie). Il singolo indie rock di maggiore successo dell'album, The Night We Met, viene certificato ben due volte disco di platino negli Stati Uniti (con oltre 2 milioni di copie vendute), nonché disco d'oro nel Regno Unito e in Francia. Nel 2018 la canzone è stata poi remixata dalla band in un duetto con la cantante Phoebe Bridgers.

### Vide Noir(2018-2020)
Nel gennaio 2018, diverse clip sui vari social network dei Lord Huron hanno portato a speculazioni sull'uscita di un album. Infatti il terzo album del gruppo, Vide Noir, è stato pubblicato poco dopo, il 20 aprile 2018. Il 26 gennaio precedente, i Lord Huron avevano già pubblicato il primo singolo, come anteprima dell'album, intitolato Ancient Names; il 16 febbraio seguente, la band ha pubblicato il singolo successivo al primo, Wait by the River, brano che la band ha anche eseguito al Jimmy Kimmel Live!, il 7 marzo 2018.

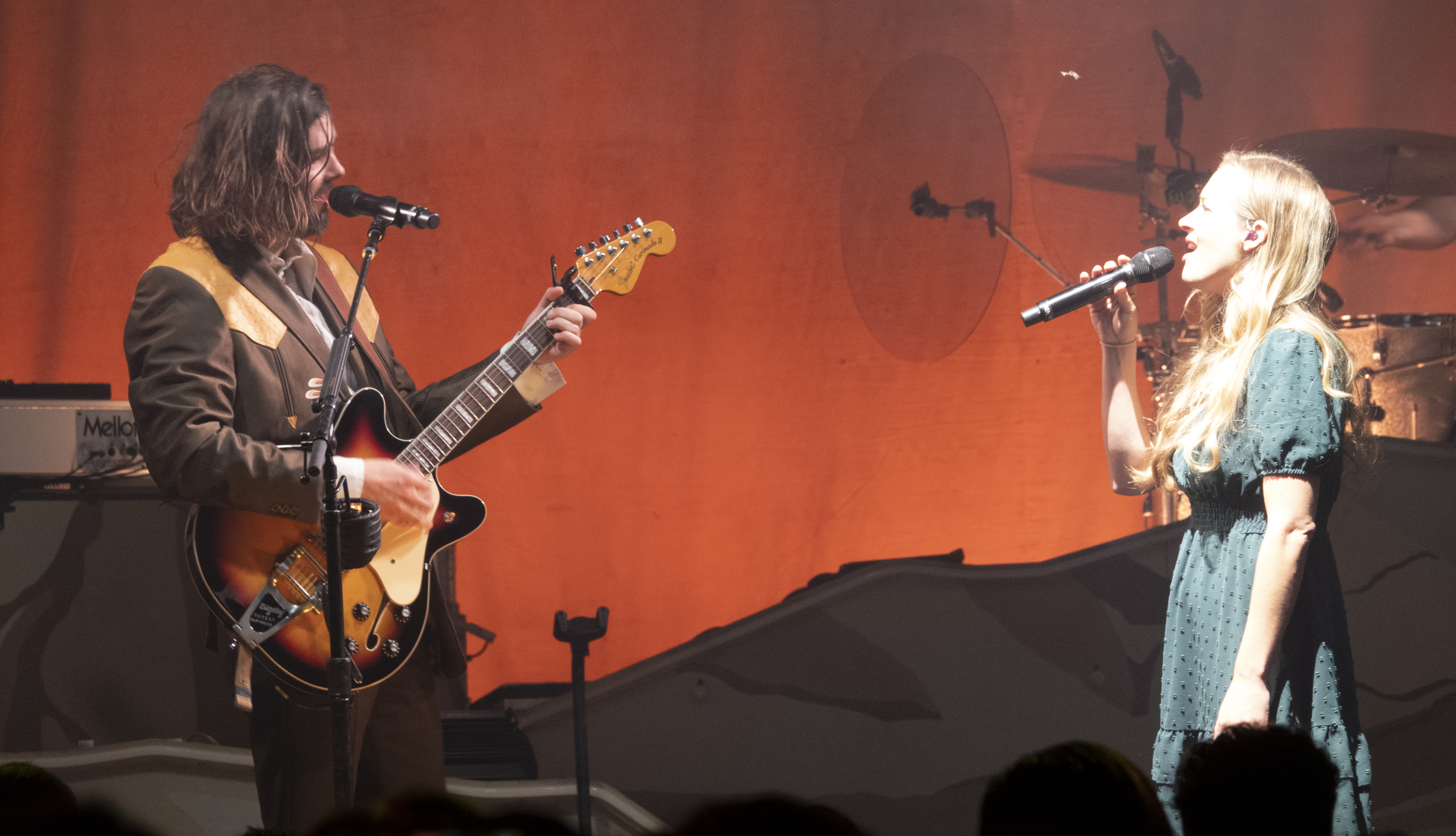
Lord Huron che cantano con Allison Ponthier I Lied

### Long Lost(2021-presente)
Il 18 marzo 2021, il terzo episodio della serie TV americana Alive from Whispering Pines si è concluso con il titolo del quarto album in studio della band: Long Lost, pubblicato il 21 maggio 2021. Il 19 marzo ne è uscito il singolo Mine Forever, presentato in anteprima nel secondo episodio sempre di Alive from Whispering Pines. Il 30 aprile 2021 è stato pubblicato un altro singolo dell'album, I Lied, un featuring con la cantautrice americana indie rock Allison Ponthier.
Nel 2022, i Lord Huron hanno svolto un tour in varie località del Canada, assieme alla cantante canadese Leith Ross.

## Nella cultura di massa
Il pezzo di Lord Huron Fool for Love è stato usato nel primo episodio della quinta stagione di Girls e in Once Upon a Time.
The Night We Met ha rappresentato il brano principale della colonna sonora nella prima e nella seconda stagione di Tredici di Netflix, rispettivamente quando Clay Jensen e Hannah Baker ballano e quando Clay torna al ballo di primavera con i suoi amici l'anno successivo alla morte di Hannah. Nel quinto episodio della quarta stagione di The Affair - Una relazione pericolosa, The Night We Met accompagna la scena degli "esorcismi" d'amore compiuti da Cole con l'aiuto di Delphine.
Un altro brano di Lord Huron Ends of the Earth è nell'episodio finale della serie Longmire. Cinque brani di Lord Huron sono anche presenti nella colonna sonora di A spasso nel bosco, con Robert Redford e Nick Nolte.

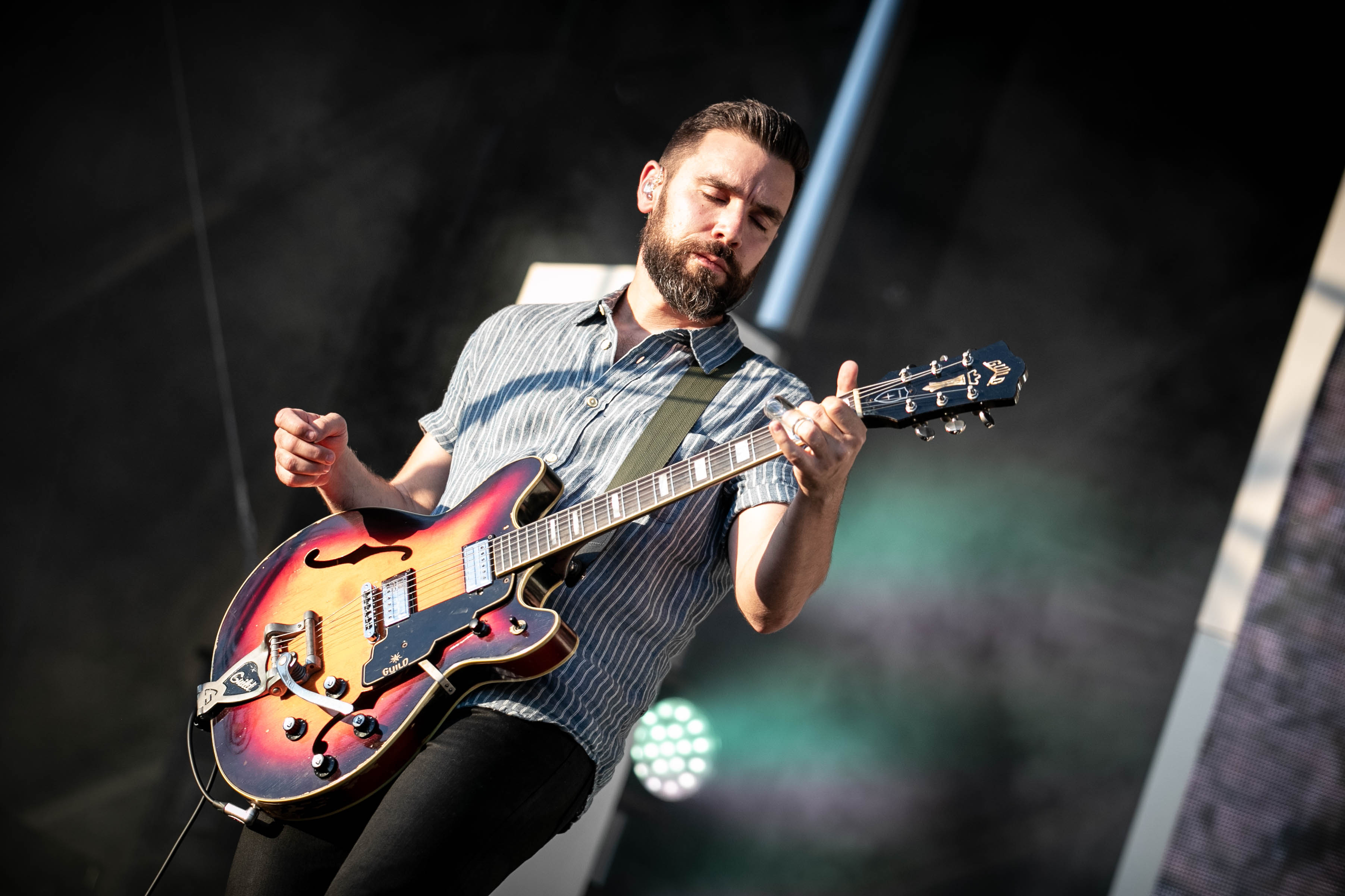
Tom Renaud, secondo chitarrista della band

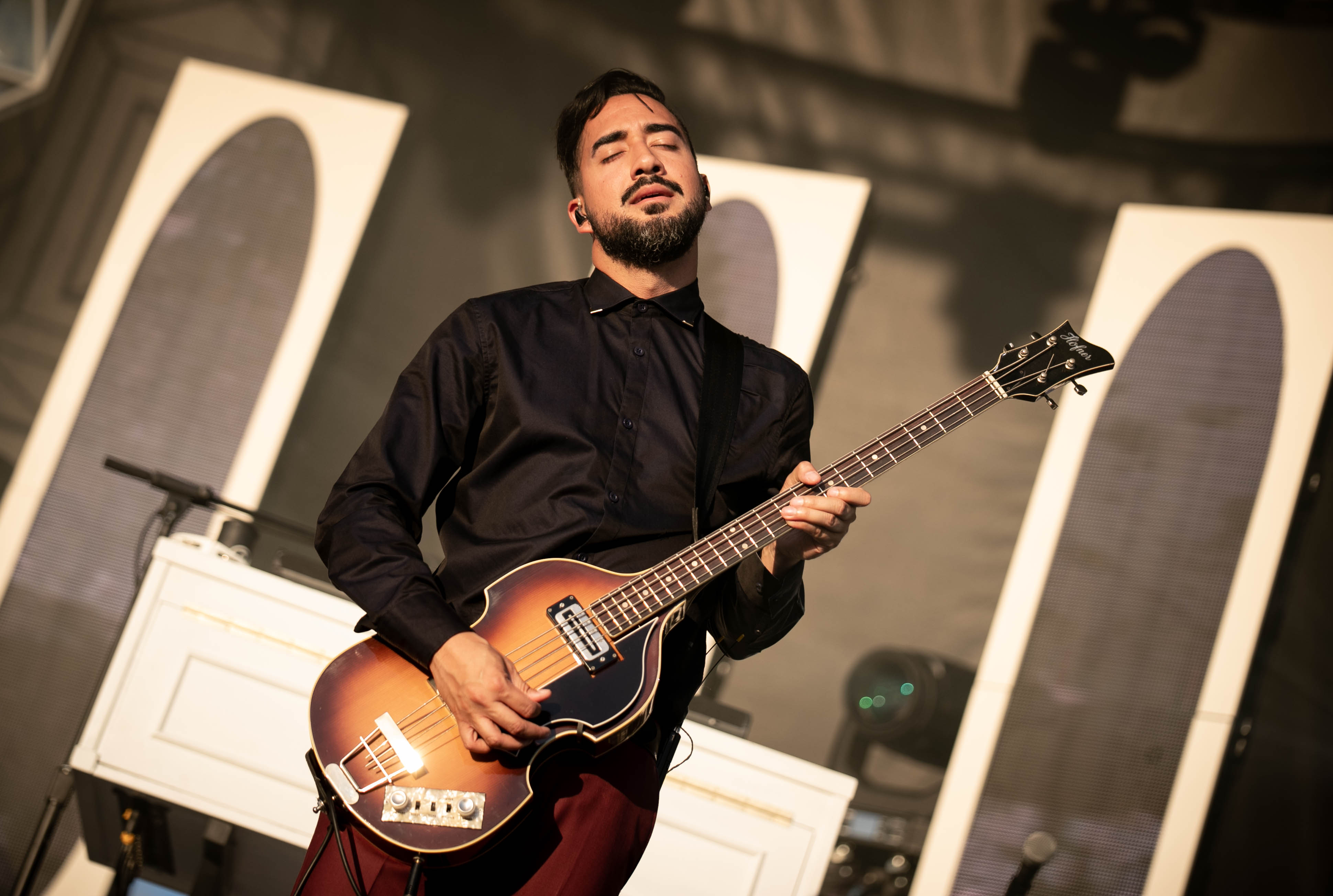
Miguel Briseño, bassista della band

## Membri

### Attuali
- Ben Schneider - chitarra, voce
- Mark Barry - percussioni, voce
- Miguel Briseño - basso, percussioni
- Tom Renaud - chitarra, voce

### Precedenti
- Peter Mowry - chitarra
- Andrès Echeverri - percussioni, voce
- Brett Farkas - chitarra, voce
- Karl Kerfoot - chitarra, voce

## Discografia

### Album in studio
- 2013 - Lonesome Dreams  (Iamsound)
- 2015 - Strange Trails (Iamsound)
- 2018 - Vide Noir (Republic)
- 2021 - Long Lost (Republic)
- 2025 - The Cosmic Selector Vol. 1

### EP
- 2010 - Into the Sun (autoprodotto)
- 2010 - Mighty (Linian Music)
- 2012 - Time to Run (Iamsound)

### Singoli
- The World Ender
- Fool for Love
- The Night We Met
- Ancient Names
- Wait by the River